# 巴桑 (萨瓦省)
巴桑（法語：Bassens，法語發音：[basɛ̃]）是法国萨瓦省的一个市镇，位于该省西部，属于尚贝里区。名称拼写相同的市镇在法国西南部的吉伦特省亦有出现，不过其末尾的“s”发音，而此地的不发音。

## 地理
巴桑（45°34'52"N, 5°56'27"E）面积3.11 平方千米，位于法国奥弗涅-罗讷-阿尔卑斯大区萨瓦省，该省份为法国东部省份，历史上为薩伏依的一部分，北起上萨瓦省，西接伊泽尔省和安省，南部和东部与上阿尔卑斯省和意大利接壤。
与巴桑接壤的市镇（或旧市镇、城区）包括：巴尔伯拉、尚贝里、圣阿尔邦莱斯。

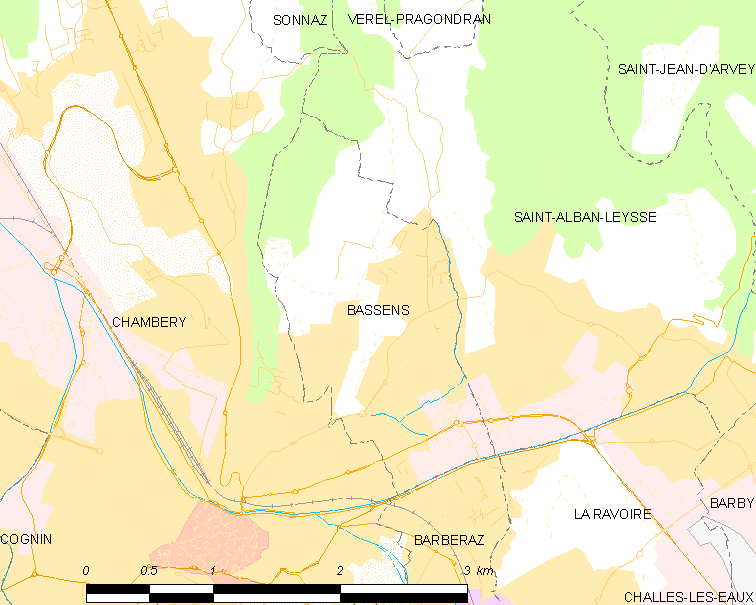
的OSM定位图

巴桑的时区为UTC+01:00、UTC+02:00（夏令时）。

## 行政
巴桑的邮政编码为73000，INSEE市镇编码为73031。

## 政治
巴桑所属的省级选区为圣阿尔邦莱斯县。

## 人口

1962-2008年间人口变化图示

巴桑于2022年1月1日时的人口数量为5118人。